# 盧鉉
盧 鉉（ろ げん、生没年不詳）は、唐代玄宗朝の官僚。李林甫につき、政敵に対する拷問や冤罪の証拠捏造を行った。左遷させられた後、死んだ。

## 経歴
御史でいた時、韋堅に判官に引き立てられた。李林甫が韋堅を陥れようとしていることを知り、韋堅を告発して保身を図った。その後、殿中侍御史となる。天宝6年（747年）、楊慎矜を取り調べた際、李林甫に取り入ろうと考え、親しくしていた張瑄（楊慎矜の推薦した人物）を激しい拷問にかけ、偽証させようとした。張瑄は証言しなかったが、讖書を捏造し、偽って楊慎矜の家から見つけたと誣告した。楊慎矜は自殺を命じられ、張瑄は杖刑の上で流刑中に死んだ。閑厩判官となった。
天宝11載（752年）の王鉷が反乱疑惑時に、「大夫（王鉷）が反乱を起こそうと馬500匹を求めたが、断りました」と誣告した。その反復ぶりを朝廷の人々から憎まれ、廬江長史に左遷させられ、在任中に死んだ。廬江で張瑄の霊に祟られたという話が伝わっている。

## 伝記資料
- 『旧唐書』巻百八十六下 列伝第百三十六下酷吏下「吉温伝」
- 『新唐書』巻二百九 列伝第百三十四酷吏「吉温伝」